# ДОТ № 205 (КиУР)

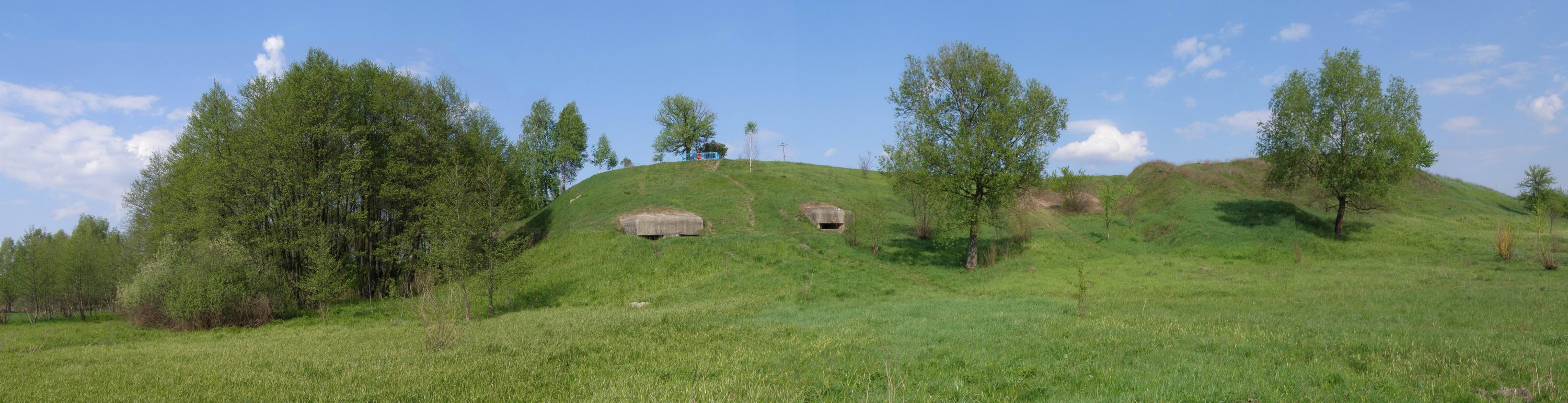
ДОТ № 205

50°20′38″ пн. ш. 30°21′38″ сх. д. / 50.34389° пн. ш. 30.36056° сх. д.
ДОТ № 205 (ДОТ Вєтрова) — довготривала оборонна точка, що розташована на північній околиці села Юрівка і входила до складу першої лінії оборони київського укріпленого району. Відома у зв'язку із героїчною обороною під командуванням коменданта гарнізону ДОТа лейтенанта Вєтрова В. П.

## Історія будівництва та служби

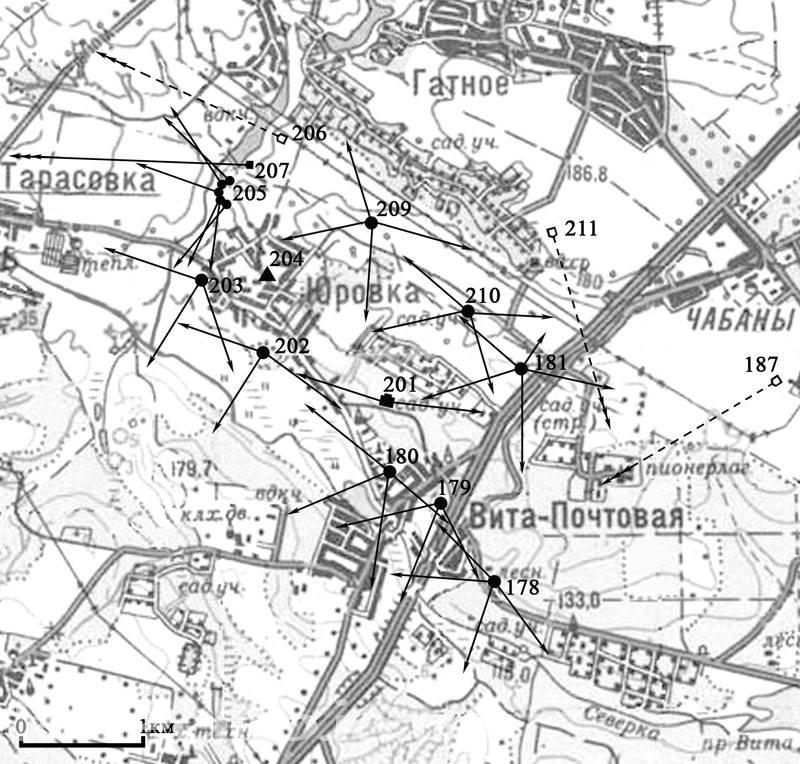
ДОТ № 205 у системі оборони 6-го батальйонного району оборони (БРО) Віта-Поштова — Юрівка

ДОТ № 205 побудований за індивідуальним проєктом і вважається найбільшою фортифікаційною спорудою всього КиУРу. Це так звана «мінна група» (або «міна» чи «вогнева група»), одна з чотирьох на території КиУР. ДОТ вбудовано в пагорб, він складається з чотирьох одноамбразурних і одного двохамбразурного каземата. Каземати сполучені між собою підземними галереями-потернами, протяжність яких становить близько 358 метрів. У підземних ходах обладнано приміщення для відпочинку особового складу (63 особи), склади для продовольства та боєприпасів, а також укриття для так званого змінного складу (50 осіб), тобто піхотного підрозділу для проведення контратак на поверхні біля самої оборонної споруди. ДОТ № 205 мав спеціальне протихімічне приміщення і тому належить до фортифікаційних споруд типу «Б». Його клас стійкості «М1». Тобто споруда могла витримати одне влучання 203-мм гаубиці у кожну зі своїх відкритих частин-казематів.
Ця фортифікаційна споруда брала участь у Німецько-радянській війні та організаційно входила до складу 6-го батальйонного району оборони (БРО) КиУРа, що прикривав відтинок Віта-Поштова — Юрівка. Під час першого генерального штурму КиУРу, який розпочав 29-й армійський корпус німців 4 серпня 1941 року, ДОТ лейтенанта Вєтрова мав бойовий контакт з ворогом починаючи з 5 серпня. Але на цьому відтинку німці завдавали допоміжного удару силами одного полку 44-ї піхотної дивізії та не наступали далі села Юрівка. Ворог не обстрілював цю «мінну групу» важкою артилерією, як це було на напрямку головного удару біля села Віта-Поштова, та не застосував проти неї штурмові групи саперів з вибухівкою. З іншого боку радянські війська відійшли за північну околицю села Юрівка, тому ДОТ № 205 опинився на нейтральній смузі. Завдяки цьому 12 серпня підрозділи 175-ї стрілецької дивізії відносно легко змогли вийти до «міни» та передати її гарнізону патрони та провіант. Таким чином підлеглі лейтенанта Вєтрова дисципліновано тримали свої позиції та не залишали свого ДОТа близько 7-8 діб, не маючи ніякого контролю та координації з боку свого командування.

## Сьогодення
ДОТ № 205 вцілілий, дуже популярний серед київських краєзнавців та екскурсоводів. На пагорбі ДОТа у 70-і роки був встановлений невеликий обеліск загиблим червоноармійцям.

## Світлини

Схема ДОТа № 205
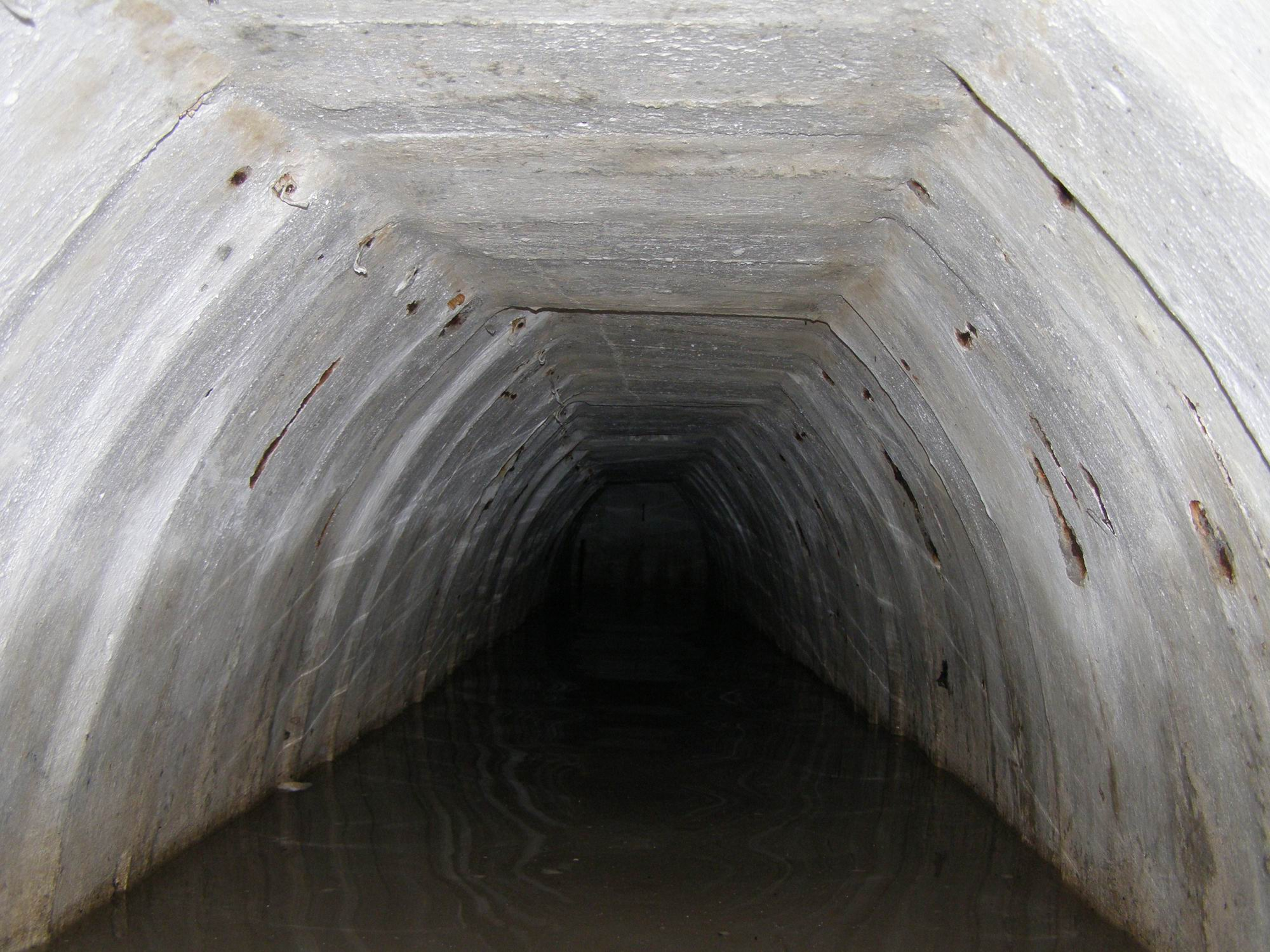
Одна з потерн ДОТа
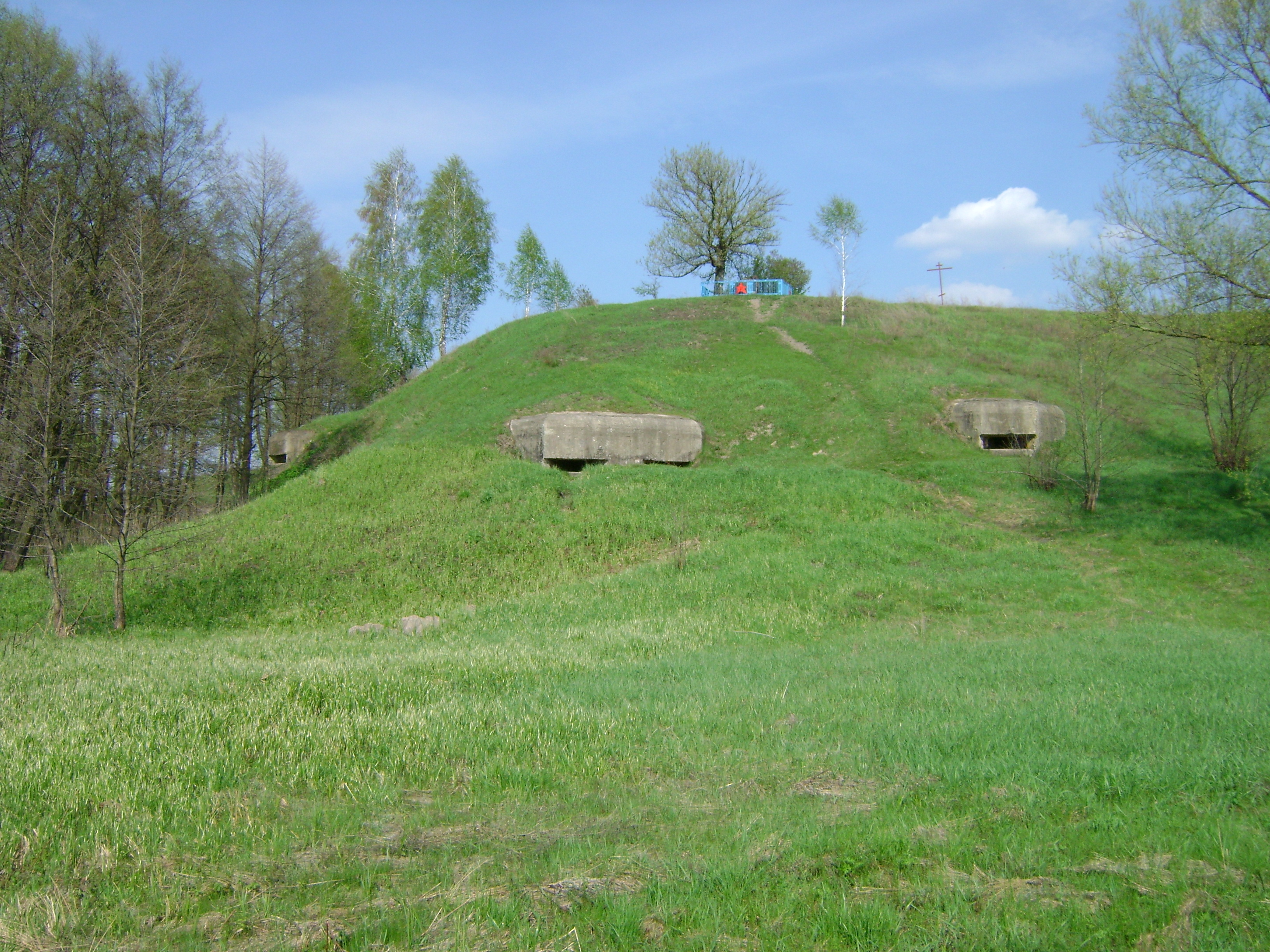
Кулеметні каземати ДОТа № 205: один на дві та два одну амбразури
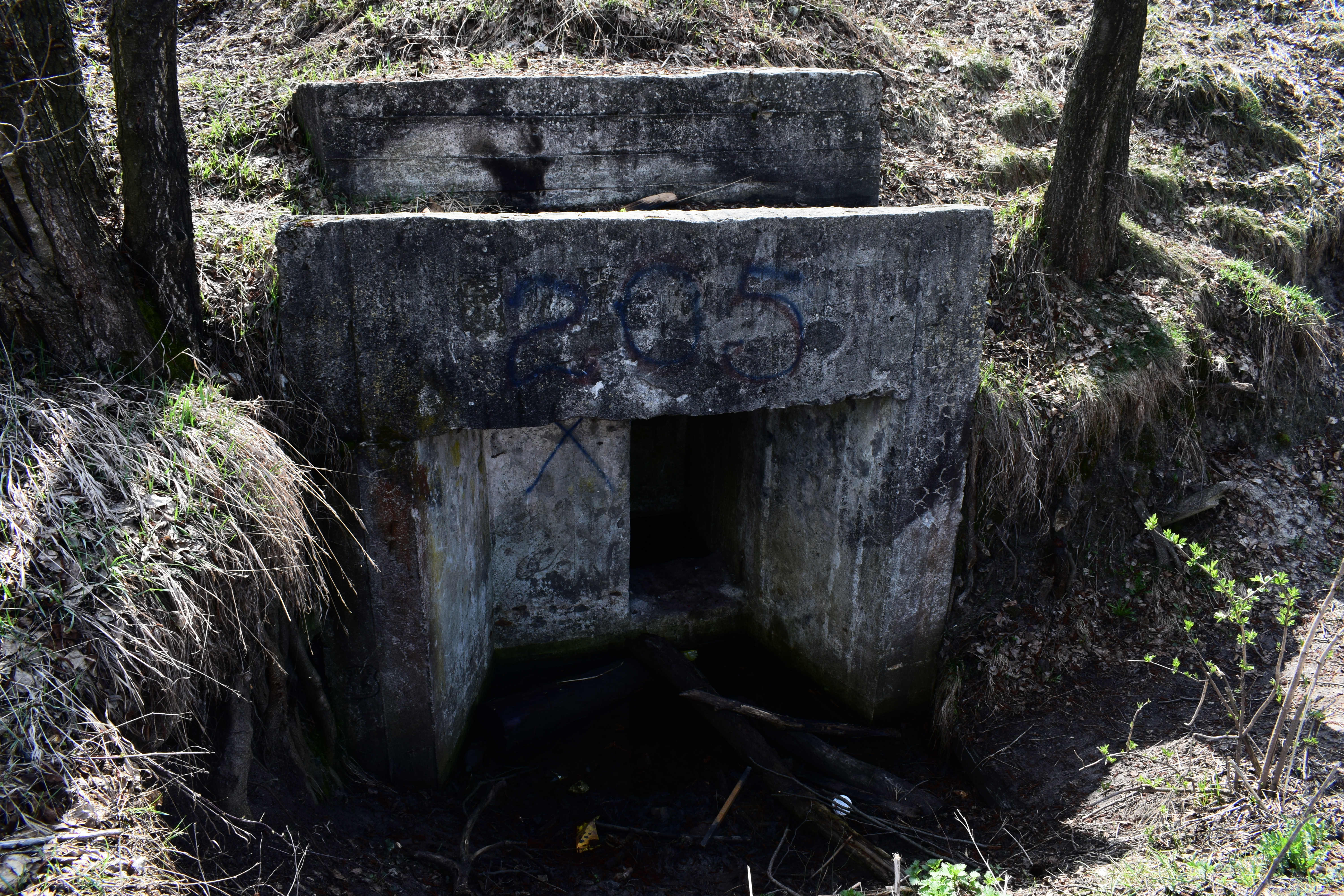
Вхід до ДОТу з амбразурою захисту входу